# Verzorgingsplaats 't Hol
Verzorgingsplaats 't Hol is een Nederlandse verzorgingsplaats, gelegen aan de westzijde van de A17 Moerdijk-Roosendaal tussen afritten 23 en 22 in de gemeente Halderberge.
Richting Roosendaal:
Bazius · 
't Hol
Richting Moerdijk:
Keizershof